# Thornton Peak
Thornton Peak är en bergstopp i Australien. Den ligger i kommunen Cairns och delstaten Queensland, omkring 1 500 kilometer nordväst om delstatshuvudstaden Brisbane. Toppen på Thornton Peak är 1 374 meter över havet.
Thornton Peak är den högsta punkten i trakten. Runt Thornton Peak är det mycket glesbefolkat, med 6 invånare per kvadratkilometer..
I omgivningarna runt Thornton Peak växer i huvudsak städsegrön lövskog. Genomsnittlig årsnederbörd är 1 526 millimeter. Den regnigaste månaden är mars, med i genomsnitt 394 mm nederbörd, och den torraste är september, med 11 mm nederbörd.